# Freycinetia vidalii
Freycinetia vidalii är en enhjärtbladig växtart som beskrevs av William Botting Hemsley. Freycinetia vidalii ingår i släktet Freycinetia och familjen Pandanaceae.
Artens utbredningsområde är Filippinerna. Inga underarter finns listade.